# Asthenica stenopolia
Asthenica stenopolia är en fjärilsart som beskrevs av Turner 1936. Asthenica stenopolia ingår i släktet Asthenica och familjen plattmalar. Inga underarter finns listade i Catalogue of Life.